# R-30 Buława
R-30 Buława (NATO: SS-N-30) – rosyjski trzystopniowy pocisk balistyczny ang. SLBM na paliwo stałe, przeznaczony dla okrętów podwodnych projektu 955. Pocisk, którego deklarowany przez Rosję zgodnie z traktatami ang. SALT oraz START 1 udźwig (throw-weight) wynosi 1150 kg, zdolny jest do dostarczenia 6 głowic ang. MIRV na odległość >8000 km.

## Konstrukcja
Konstrukcja Buławy oparta jest na projekcie pocisku  typu ang. ICBM Topol-M (SS-27). Wzmocniono jednak zewnętrzną osłonę jego głowic bojowych. W aktualnej fazie rozwoju konstrukcyjnego, jest w stanie przenieść do 6 głowic termojądrowych. Według twierdzeń rosyjskich, pocisk jest w stanie spenetrować „praktycznie każdą obronę przeciwrakietową na świecie”. Jego innowacyjność polega na nieprzewidywalnej zmianie trajektorii lotu.
Pierwotnie wejście do służby nowego pocisku miało nastąpić już w 2006, jednakże na skutek serii niepomyślnych prób, termin ten  parokrotnie przesuwano. Pierwsze trzy okręty podwodne projektu 955 miały zostać wyposażone w Buławy do 2010 roku. Rosyjscy specjaliści wskazali potrzebę wykonania 12-14 prób, by potwierdzić sprawność tej broni. Po nieudanym teście pocisku 23 grudnia 2008 r., wielu analityków i dziennikarzy sugerowało możliwość anulowania programu tego pocisku, jednakże 3 stycznia 2009 roku Zastępca Szefa Sztabu Generalnego SZ Fed. Ros. gen. płk Anatoli Nogowicyn – stwierdził, iż pocisk R-30 „będzie sukcesem”, a jego program nie zostanie anulowany. Dodał też, iż przyczyna niepowodzeń testów tkwi na styku rozwiązań konstrukcyjnych z produkcyjnymi, jednakże problemy zostaną rozwiązane.
Problemy spowodują jednak kolejne opóźnienie wejścia pocisku do służby, konieczność przeprowadzenia w 2009 roku dodatkowych nieplanowanych wcześniej testów oraz opóźnienie o kolejny rok wejścia do służby przeznaczonego dla tego systemu rakietowego okrętu podwodnego projektu 955 – K-535 Jurij Dołgoruki. Nieoficjalnie, problemy konstrukcyjne pocisku, łączone są z powierzeniem jego konstrukcji Moskiewskiemu Instytutowi Techniki Cieplnej (MIT), które zaprojektowało między innymi pocisk Topol-M, nie miało jednak dotąd jakiegokolwiek doświadczenia w projektowaniu balistycznych pocisków morskich. Powierzenie konstrukcji pocisku temu biuru wywołało szereg kontrowersji, gdyż powierzając MIT opracowanie Buławy, pominięto dysponujące wielkim doświadczeniem w konstruowaniu tej klasie pocisków inne biura konstrukcyjne, które – jak biuro KBM – od wczesnych lat po II wojnie świat. w ZSRR, specjalizują się w konstrukcji morskich pocisków balistycznych.

## Testy
Tabela przedstawia testy systemu poprzedzające włączenie rakiety do arsenału Federacji Rosyjskiej, których przeprowadzenie zostało potwierdzone przez Ministerstwo Obrony FR. Lista nie obejmuje wszystkich odpaleń rakiet.
|               | Data       | Wynik | Uwagi                                                                                                   |
| ------------- | ---------- | ----- | --- |
|               | 11/12/03   | T     | Test odpalenia atrapy pocisku                                                                           |
|               | 23/08/04   | T     | Test odpalenia                                                                                          |
| Testy w locie |            |       | |
| 1.            | 27/09/05   | (?)   | Pierwszy test w locie. Odpalenie z wynurzonego okrętu podwodnego. Raporty o awarii silnika III stopnia. |
| 2.            | 21/12/05   | T     | Pierwszy start z zanurzonego okrętu podwodnego                                                          |
| 3.            | 07/09/06   | N     | Start z zanurzonego okrętu. Awaria silnika I stopnia wkrótce po starcie                                 |
| 4.            | 25/10/06   | N     | Start z zanurzonego okrętu. Awaria silnika III stopnia                                                  |
| 5.            | 24/12/06   | N     | Start z wynurzonego okrętu. Awaria silnika III stopnia                                                  |
| 6.            | 28/06/07   | T     | Niepotwierdzone raporty o problemach z jedną z głowic                                                   |
| 7.            | 10/11/07   | N     | Awaria silnika I stopnia wkrótce po starcie                                                             |
| 8.            | 18/09/08   | N     | Awaria post-bustera                                                                                     |
| 9.            | 28/11/08   | T     | Pierwszy całkowicie udany test                                                                          |
| 10.           | 23/12/08   | N     | Awaria silnika III stopnia                                                                              |
| 11.           | 15/07/09   | N     | Awaria silnika I stopnia                                                                                |
| 12.           | 10/12/09   | N     | Awaria silnika III stopnia                                                                              |
| 13.           | 07/10/10   | T     | Test udany                                                                                              |
| 14.           | 29/10/10   | T     | Test udany                                                                                              |
| 15.           | 28/06/2011 | T     | Pierwszy test ze startem z "Jurij Dołgoruki" projektu 955                                               |
| 16.           | 27/08/2011 | T     | Udany test z pokładu "Jurij Dołgoruki"                                                                  |
| 17.           | 28/10/2011 | T     | Z pokładu "Jurij Dołgoruki"                                                                             |
| 18.           | 23/12/2011 | T     | Udany test odpalenia salwy rakiet (dwie rakiety) z pokładu "Jurij Dołgoruki"                            |
| 19.           | 23/12/2011 | T     | Udany test odpalenia salwy rakiet (dwie rakiety) z pokładu "Jurij Dołgoruki"                            |
| 20.           | 06/09/2013 | N     | Nieudany test z pokładu "Aleksandra Newskiego"                                                          |
| 21.           | 10/09/2014 | T     | Pierwsze odpalenia z pokładu "Władimir Monomach"                                                        |
| 22.           | 29/10/2014 | T     | Z pokładu "Jurij Dołgoruki"                                                                             |
| 23.           | 28/11/2014 | T     | Z pokładu "Aleksandr Newski"                                                                            |
| 24.           | 14/11/2015 | T     | Udany test odpalenia salwy rakiet (dwie rakiety) z pokładu "Władimir Monomach"                          |
| 25.           | 14/11/2015 | T     | Udany test odpalenia salwy rakiet (dwie rakiety) z pokładu "Władimir Monomach"                          |

Pocisk przechodził również testy odpalenia (pop-up) z wyrzutni naziemnej 23.5.2018 r. okręt K-535 odpalił z położenia podwodnego 4 pociski 3M30, pociski trafiły w cele na poligonie Kura.